# Ligue des champions de la CAF 2025-2026
Navigation
Édition précédente Édition suivante
La Ligue des champions de la CAF 2025-2026 ou Ligue des champions de la CAF Total Énergies pour des raisons de parrainage, est la 62e édition de la plus prestigieuse des compétitions inter-clubs africaines de football et la 30e édition sous ce format. 
Cette compétition organisée par la CAF oppose les 68 meilleurs clubs africains qui se sont illustrés dans leurs championnats respectifs la saison précédente et le vainqueur de l'édition précédente s'il n'est pas qualifié via son championnat.
Le vainqueur de la Ligue des champions se qualifie pour la Ligue des champions de la CAF 2026-2027, la Supercoupe de la CAF 2026, la Coupe intercontinentale de la FIFA 2026 et la Coupe du monde des clubs de la FIFA 2029.

## Format
Le format de cette compétition est identique à celui des éditions précédentes. Les nations présentent un ou deux clubs en fonction de leur classement quinquennal de la saison passée, qui sont qualifiés pour le premier ou le second tour de qualification en fonction du classement quinquennal individuel des clubs.
Les équipes franchissant les tours de qualification sont réparties dans quatre chapeaux de 4 équipes selon le classement quinquennal individuel des clubs.
La phase de groupe de la compétition est composés de groupes de 4 équipes et la phase finale de trois tours allant des quarts de finale jusqu'à la finale.

## Participants
62 équipes provenant de 50 associations membres de la CAF peuvent participer à la Ligue des champions 2025‑2026.
D'après le classement quinquennal de la CAF 2025, une liste définit d’abord le nombre de clubs qu’une association a le droit d’envoyer :
- Le vainqueur de la Ligue des champions de la CAF 2024-2025 est qualifié d'office ;
- Les associations aux places 1 à 12 envoient deux clubs dans la compétition ;
- Les associations aux places 13 à 56 envoient un club dans la compétition.

| Égypte (1er Classement quinquenal - 190,5 pts)      | Égypte (1er Classement quinquenal - 190,5 pts)      | Maroc (2e Classement quinquenal - 142 pts)         | Maroc (2e Classement quinquenal - 142 pts)         |
| --------------------------------------------------- | --------------------------------------------------- | -------------------------------------------------- | -------------------------------------------------- |
| Champion 2024-2025                                  | Al Ahly SC                                          | Champion 2024-2025                                 | RS Berkane                                         |
| 2e du Championnat 2024-2025                         | Pyramids FC                                         | 2e du Championnat 2024-2025                        | AS FAR                                             |
| Afrique du Sud (3e Classement quinquenal - 131 pts) | Afrique du Sud (3e Classement quinquenal - 131 pts) | Algérie (4e Classement quinquenal - 130 pts)       | Algérie (4e Classement quinquenal - 130 pts)       |
| Champion 2024-2025                                  | Mamelodi Sundowns FC                                | Champion 2024-2025                                 | MC Alger                                           |
| 2e du Championnat 2024-2025                         | Orlando Pirates FC                                  | 2e du Championnat 2024-2025                        | JS Kabylie                                         |
| Tanzanie (5e Classement quinquenal - 82,5 pts)      | Tanzanie (5e Classement quinquenal - 82,5 pts)      | Tunisie (6e Classement quinquenal - 82,5 pts)      | Tunisie (6e Classement quinquenal - 82,5 pts)      |
| Champion 2024-2025                                  | Young Africans SC                                   | Champion 2024-2025                                 | ES Tunis                                           |
| 2e du Championnat 2024-2025                         | Simba SC                                            | 2e du Championnat 2024-2025                        | US Monastirienne                                   |
| Angola (7e Classement quinquenal - 55 pts)          | Angola (7e Classement quinquenal - 55 pts)          | RD Congo (8e Classement quinquenal - 45 pts)       | RD Congo (8e Classement quinquenal - 45 pts)       |
| Champion 2024-2025                                  | Atlético Petróleos                                  | Champion 2024-2025                                 | Aigles du Congo                                    |
| 2e du Championnat 2024-2025                         | Wiliete SC                                          | 2e du Championnat 2024-2025                        | FC Saint-Éloi Lupopo                               |
| Soudan (9e Classement quinquenal - 40 pts)          | Soudan (9e Classement quinquenal - 40 pts)          | Côte d'Ivoire (10e Classement quinquenal - 38 pts) | Côte d'Ivoire (10e Classement quinquenal - 38 pts) |
| Mode de qualification inconnu                       | Al Hilal Club                                       | Champion 2024-2025                                 | Stade d'Abidjan                                    |
|                                                     | Al Merreikh SC                                      | 2e du Championnat 2024-2025                        | ASEC Mimosas                                       |
| Libye (11e Classement quinquenal - 24 pts)          | Libye (11e Classement quinquenal - 24 pts)          | Nigeria (12e Classement quinquenal - 21 pts)       | Nigeria (12e Classement quinquenal - 21 pts)       |
| Champion 2024-2025                                  | Al-Ahli Tripoli                                     | Champion 2024-2025                                 | Remo Stars FC                                      |
| 2e du Championnat 2024-2025                         | Al Ahly Benghazi SC                                 | 2e du Championnat 2024-2025                        | Rivers United FC                                   |
| Mali (13e Classement quinquenal - 18,5 pts)         | Mali (13e Classement quinquenal - 18,5 pts)         | Ghana (14e Classement quinquenal - 16 pts)         | Ghana (14e Classement quinquenal - 16 pts)         |
| Champion 2024-2025                                  | Stade Malien                                        | Champion 2024-2025                                 | Bibiani Gold Stars FC                              |
| Guinée (15e Classement quinquenal - 12 pts)         | Guinée (15e Classement quinquenal - 12 pts)         | Botswana (16e Classement quinquenal - 8 pts)       | Botswana (16e Classement quinquenal - 8 pts)       |
| Champion 2024-2025                                  | Horoya AC                                           | Champion 2024-2025                                 | Gaborone United SC                                 |
| Mauritanie (17e Classement quinquenal - 8 pts)      | Mauritanie (17e Classement quinquenal - 8 pts)      | Sénégal (18e Classement quinquenal - 8 pts)        | Sénégal (18e Classement quinquenal - 8 pts)        |
| 2e du Championnat 2024-2025                         | FC Nouadhibou                                       | Champion 2024-2025                                 | ASC Jaraaf                                         |
| Congo (19e Classement quinquenal - 7 pts)           | Congo (19e Classement quinquenal - 7 pts)           | Cameroun (20e Classement quinquenal - 7 pts)       | Cameroun (20e Classement quinquenal - 7 pts)       |
| Champion 2023-2024,                                 | AC Léopards                                         | Champion 2024-2025                                 | Colombe SDL                                        |
| Togo (21e Classement quinquenal - 3 pts)            | Togo (21e Classement quinquenal - 3 pts)            | Ouganda (22e Classement quinquenal - 3 pts)        | Ouganda (22e Classement quinquenal - 3 pts)        |
| Champion 2024-2025                                  | ASC Kozah                                           | Champion 2024-2025                                 | Vipers SC                                          |
| Mozambique (23e Classement quinquenal - 2,5 pts)    | Mozambique (23e Classement quinquenal - 2,5 pts)    | Zambie (24e Classement quinquenal - 2,5 pts)       | Zambie (24e Classement quinquenal - 2,5 pts)       |
| Champion 2024                                       | Associação Black Bulls                              | Champion 2024-2025                                 | Power Dynamos FC                                   |
| Eswatini (25e Classement quinquenal - 1 pt)         | Eswatini (25e Classement quinquenal - 1 pt)         | Niger (26e Classement quinquenal - 1 pt)           | Niger (26e Classement quinquenal - 1 pt)           |
| Champion 2024-2025                                  | Nsingizini Hotspurs FC                              | Champion 2024-2025                                 | ASFA Nigériennes                                   |
| Burkina Faso (27e Classement quinquenal - 0,5 pt)   | Burkina Faso (27e Classement quinquenal - 0,5 pt)   | Bénin (NC - 0 pt)                                  | Bénin (NC - 0 pt)                                  |
| Champion 2024-2025                                  | Rahimo FC                                           | Champion 2024-2025                                 | Dadjè FC                                           |
| Burundi (NC - 0 pt)                                 | Burundi (NC - 0 pt)                                 | Rép. centrafricaine (NC - 0 pt)                    | Rép. centrafricaine (NC - 0 pt)                    |
| Champion 2024-2025                                  | Aigle Noir FC                                       | Champion 2024-2025                                 | AS Tempête Mocaf                                   |
| Comores (NC - 0 pt)                                 | Comores (NC - 0 pt)                                 | Djibouti (NC - 0 pt)                               | Djibouti (NC - 0 pt)                               |
| Champion 2024-2025                                  | US Zilimadjou                                       | Champion 2024-2025                                 | AS Ali Sabieh Djibouti Télécom                     |
| Éthiopie (NC - 0 pt)                                | Éthiopie (NC - 0 pt)                                | Gabon (NC - 0 pt)                                  | Gabon (NC - 0 pt)                                  |
| Champion 2024-2025                                  | Ethiopian Insurance FC                              | Champion 2024-2025                                 | AS Mangasport                                      |
| Gambie (NC - 0 pt)                                  | Gambie (NC - 0 pt)                                  | Guinée équatoriale (NC - 0 pt)                     | Guinée équatoriale (NC - 0 pt)                     |
| Champion 2024-2025                                  | Real de Banjul                                      | Champion 2024-2025                                 | Fundación Bata                                     |
| Kenya (NC - 0 pt)                                   | Kenya (NC - 0 pt)                                   | Lesotho (NC - 0 pt)                                | Lesotho (NC - 0 pt)                                |
| Champion 2024-2025                                  | Kenya Police FC                                     | Champion 2024-2025                                 | Lioli FC                                           |
| Liberia (NC - 0 pt)                                 | Liberia (NC - 0 pt)                                 | Madagascar (NC - 0 pt)                             | Madagascar (NC - 0 pt)                             |
| Champion 2024-2025                                  | FC Fassell                                          | Champion 2024-2025                                 | Elgeco Plus FC                                     |
| Malawi (NC - 0 pt)                                  | Malawi (NC - 0 pt)                                  | Maurice (NC - 0 pt)                                | Maurice (NC - 0 pt)                                |
| Champion 2024                                       | Silver Strikers                                     | Champion 2024-2025                                 | Cercle de Joachim SC                               |
| Namibie (NC - 0 pt)                                 | Namibie (NC - 0 pt)                                 | Rwanda (NC - 0 pt)                                 | Rwanda (NC - 0 pt)                                 |
| Champion 2024-2025                                  | African Stars FC                                    | Champion 2024-2025                                 | APR FC                                             |
| Seychelles (NC - 0 pt)                              | Seychelles (NC - 0 pt)                              | Sierra Leone (NC - 0 pt)                           | Sierra Leone (NC - 0 pt)                           |
| Champion 2024-2025                                  | Côte d'Or FC                                        | Champion 2024-2025                                 | East End Lions FC                                  |
| Somalie (NC - 0 pt)                                 | Somalie (NC - 0 pt)                                 | Soudan du Sud (NC - 0 pt)                          | Soudan du Sud (NC - 0 pt)                          |
| Champion 2024-2025                                  | Mogadiscio City Club                                | Champion 2025                                      | Jamus FC                                           |
| Zanzibar (NC - 0 pt)                                | Zanzibar (NC - 0 pt)                                | Zimbabwe (NC - 0 pt)                               | Zimbabwe (NC - 0 pt)                               |
| Champion 2024-2025                                  | Mlandege FC                                         | Champion 2024                                      | Simba Bhora FC                                     |

Le Cap Vert, le Tchad, l'Erythrée, la Guinée Bissau, La Réunion et Sao Tomé et Principe, ne présentent pas de clubs dans cette compétition.

## Calendrier
| Nom                                             | Tirage au sort | Match aller     | Match retour    | Nombre de participants |
| ----------------------------------------------- | --- | --------------- | --------------- | ---------------------- |
| Tours de qualification (2025)                   | |                 |                 |                        |
| Premier tour préliminaire                       | 9 août | 19-21 septembre | 26-28 septembre |                        |
| Deuxième tour préliminaire                      | 9 août | 17-19 octobre   | 24-26 octobre   | 32                     |
| Phase de groupes (2025-2026)                    | |                 |                 |                        |
| Journées 1 et 4 Journées 2 et 5 Journées 3 et 6 | 10 octobore 2025\|\| 21-23 novembre 28-30 novembre 23-25 janvier \|\|30 janvier-1er février 6-8 février 13-15 février \|\| 16 |                 |                 |                        |
| Phase finale (2026)                             | |                 |                 |                        |
| Quarts de finale                                | 28 février 2026 | 13-15 mars      | 20-22 mars      | 8                      |
| Demi-finales                                    | 28 février 2026 | 10-12 avril     | 17-19 avril     | 4                      |
| Finale                                          | 28 février 2026 | 8-24 mai        | 8-24 mai        | 2                      |

## Tours de qualification
Deux clubs sont exemptés du premier tour préliminaire et intègrent la compétition directement à partir du tour suivant.
Il s'agit des deux clubs qualifié via leur championnat étant le mieux classé au Classement quinquennal des clubs.
| Rang 2025 | Club                 | Score |
| --------- | -------------------- | ----- |
| 1         | Al-Ahly SC           | 78    |
| 2         | Mamelodi Sundowns FC | 62    |
| 3         | ES Tunis             | 57    |
| 4         | RS Berkane           | 52    |
| 5         | Simba SC             | 48    |
| 6         | Pyramids FC          | 47    |
| 11        | Al Hilal Club        | 34    |
| 12        | Young Africans SC    | 34    |
| 13        | ASEC Mimosas         | 33    |
| 15        | Orlando Pirates FC   | 30    |
| 17        | Atlético Petróleos   | 27    |
| 18        | AS FAR               | 21    |

| Rang 2025 | Club                   | Score |
| --------- | ---------------------- | ----- |
| 23        | Rivers United FC       | 14    |
| 25        | JS Kabylie             | 13    |
| 27        | Stade Malien           | 10.5  |
| 28        | Horoya AC              | 10    |
| 33        | FC Nouadhibou          | 8,5   |
| 35        | ASC Jaraaf             | 7     |
| 39        | Al-Merreikh SC         | 6     |
| 39        | US Monastir            | 6     |
| 43        | Stade d'Abidjan        | 5     |
| 57        | Vipers SC              | 3     |
| 61        | Associação Black Bulls | 2,5   |

- Equipe qualifié pour le second tour préliminaire
- Equipe qualifié pour le premier tour préliminaire

Le tirage au sort des tours de qualification a eu lieu le 9 aout 2025 au siège de la CAF au Caire. 
Lors des tours de qualification, chaque match se joue sur une base aller-retour. Si le score global est à égalité après le match retour, la règle des buts à l'extérieur est appliquée, et si l'égalité persiste,des tirs au but sont utilisés pour déterminer le vainqueur (Règlements III. 13 & 14).

### Premier tour préliminaire
Ce tour concerne les équipes classées au-delà de la 2e place du classement quinquennal des clubs parmi les équipes qualifiés. Les vainqueurs de ce tour se qualifient pour le deuxième tour préliminaire.
| Équipe                 | Aller | Total | Retour | Équipe                         |
| ---------------------- | ----- | ----- | ------ | ------------------------------ |
| Aigle Noir FC          | -     | -     | -      | AS Ali Sabieh Djibouti Télécom |
| Ethiopian Insurance FC | -     | -     | -      | Mlandege FC                    |
| APR FC                 | -     | -     | -      | Pyramids FC                    |
| Mogadiscio City Club   | -     | -     | -      | Kenya Police FC                |
| Jamus FC               | -     | -     | -      | Al Hilal Club                  |
| Rahimo FC              | -     | -     | -      | AS Mangasport                  |
| ASFA Nigériennes       | -     | -     | -      | ES Tunis                       |
| Dadjè FC               | -     | -     | -      |                                |
| ASC Kozah              | -     | -     | -      | RS Berkane                     |
| East End Lions FC      | -     | -     | -      | US Monastirienne               |
| Bibiani Gold Stars FC  | -     | -     | -      | JS Kabylie                     |
| Fundación Bata         | -     | -     | -      | FC Nouadhibou                  |
| AS Tempête Mocaf       | -     | -     | -      | Stade Malien                   |
|                        | -     | -     | -      | Horoya AC                      |
| Real de Banjul         | -     | -     | -      | AS FAR                         |
| Colombe SDL            | -     | -     | -      | ASC Jaraaf                     |
| FC Fassell             | -     | -     | -      | MC Alger                       |
| Remo Stars FC          | -     | -     | -      | US Zilimadjou                  |
| Simba Bhora FC         | -     | -     | -      | Nsingizini Hotspurs FC         |
| Gaborone United SC     | -     | -     | -      | Simba SC                       |
| Elgeco Plus FC         | -     | -     | -      | Silver Strikers                |
| Wiliete SC             | -     | -     | -      | Young Africans SC              |
| Côte d'Or FC           | -     | -     | -      | Stade d'Abidjan                |
| Cercle de Joachim SC   | -     | -     | -      | Atlético Petróleos             |
| AC Léopards            | -     | -     | -      | Associação Black Bulls         |
|                        | -     | -     | -      | Rivers United FC               |
| African Stars FC       | -     | -     | -      | Vipers SC                      |
| Power Dynamos FC       | -     | -     | -      | ASEC Mimosas                   |
|                        | -     | -     | -      | Al Merreikh SC                 |
| Lioli FC               | -     | -     | -      | Orlando Pirates FC             |

### Deuxième tour préliminaire
Ce tour concerne les équipes classées à la 1re et 2e place du classement quinquennal des clubs parmi les équipes qualifiés ainsi que les vainqueurs du tour précédent. Les vainqueurs de ce tour se qualifient pour la phase de groupe.
| Équipe                                          | Aller | Total | Retour | Équipe                                     |
| ----------------------------------------------- | ----- | ----- | ------ | ------------------------------------------ |
| Aigle Noir FC ou AS Ali Sabieh Djibouti Télécom | -     | -     | -      | Al Ahly SC                                 |
| Ethiopian Insurance FC ou Mlandege FC           | -     | -     | -      | APR FC ou Pyramids FC                      |
| Mogadiscio City Club ou Kenya Police FC         | -     | -     | -      | Jamus FC ou Al Hilal Club                  |
| Rahimo FC ou AS Mangasport                      | -     | -     | -      | ASFA Nigériennes ou ES Tunis               |
| Dadjè FC ou                                     | -     | -     | -      | ASC Kozah ou RS Berkane                    |
| East End Lions FC ou US Monastirienne           | -     | -     | -      | Bibiani Gold Stars FC ou JS Kabylie        |
| Fundación Bata ou FC Nouadhibou                 | -     | -     | -      | AS Tempête Mocaf ou Stade Malien           |
| ou Horoya AC                                    | -     | -     | -      | Real de Banjul ou AS FAR                   |
| Colombe SDL ou ASC Jaraaf                       | -     | -     | -      | FC Fassell ou MC Alger                     |
| Remo Stars FC ou US Zilimadjou                  | -     | -     | -      | Mamelodi Sundowns FC                       |
| Simba Bhora FC ou Nsingizini Hotspurs FC        | -     | -     | -      | Gaborone United SC ou Simba SC             |
| Elgeco Plus FC ou Silver Strikers               | -     | -     | -      | Wiliete SC ou Young Africans SC            |
| Côte d'Or FC ou Stade d'Abidjan                 | -     | -     | -      | Cercle de Joachim SC ou Atlético Petróleos |
| AC Léopards ou Associação Black Bulls           | -     | -     | -      | ou Rivers United FC                        |
| African Stars FC ou Vipers SC                   | -     | -     | -      | Power Dynamos FC ou ASEC Mimosas           |
| ou Al Merreikh SC                               | -     | -     | -      | Lioli FC ou Orlando Pirates FC             |

## Phase de groupe

### Format et tirage au sort
Le tirage au sort a lieu au Caire en Égypte. Les seize équipes participantes sont placées dans quatre pot de quatre équipes.
Les équipes sont placés dans les pots en fonction du Classement quinquennal des clubs.

#### Pot du tirage au sort
| Pot 1 | Pot 2 | Pot 3 | Pot 3 |
| ----- | ----- | ----- | ----- |
|       |       |       |       |
|       |       |       |       |
|       |       |       |       |
|       |       |       |       |

### Classements et Résultats
| Légende des classements - Qualifié pour les quarts de finale | 0 | Légende des résultats - Victoire à domicile - Match nul - Victoire à l'extérieur |

#### Groupe A
| Rang | Équipe | Pts | J | G | N | P | Bp | Bc | Diff |  | Résultats (▼ dom., ► ext.) |   |   |   |   |
| ---- | ------ | --- | - | - | - | - | -- | -- | ---- |  | -------------------------- | - | - | - | - |
| 1    |        | 0   | 0 | 0 | 0 | 0 | 0  | 0  | 0    |  |                            |   | - | - | - |
| 2    |        | 0   | 0 | 0 | 0 | 0 | 0  | 0  | 0    |  |                            | - |   | - | - |
| 3    |        | 0   | 0 | 0 | 0 | 0 | 0  | 0  | 0    |  |                            | - | - |   | - |
| 4    |        | 0   | 0 | 0 | 0 | 0 | 0  | 0  | 0    |  |                            | - | - | - |   |

#### Groupe B
| Rang | Équipe | Pts | J | G | N | P | Bp | Bc | Diff |  | Résultats (▼ dom., ► ext.) |   |   |   |   |
| ---- | ------ | --- | - | - | - | - | -- | -- | ---- |  | -------------------------- | - | - | - | - |
| 1    |        | 0   | 0 | 0 | 0 | 0 | 0  | 0  | 0    |  |                            |   | - | - | - |
| 2    |        | 0   | 0 | 0 | 0 | 0 | 0  | 0  | 0    |  |                            | - |   | - | - |
| 3    |        | 0   | 0 | 0 | 0 | 0 | 0  | 0  | 0    |  |                            | - | - |   | - |
| 4    |        | 0   | 0 | 0 | 0 | 0 | 0  | 0  | 0    |  |                            | - | - | - |   |

#### Groupe C
| Rang | Équipe | Pts | J | G | N | P | Bp | Bc | Diff |  | Résultats (▼ dom., ► ext.) |   |   |   |   |
| ---- | ------ | --- | - | - | - | - | -- | -- | ---- |  | -------------------------- | - | - | - | - |
| 1    |        | 0   | 0 | 0 | 0 | 0 | 0  | 0  | 0    |  |                            |   | - | - | - |
| 2    |        | 0   | 0 | 0 | 0 | 0 | 0  | 0  | 0    |  |                            | - |   | - | - |
| 3    |        | 0   | 0 | 0 | 0 | 0 | 0  | 0  | 0    |  |                            | - | - |   | - |
| 4    |        | 0   | 0 | 0 | 0 | 0 | 0  | 0  | 0    |  |                            | - | - | - |   |

#### Groupe D
| Rang | Équipe | Pts | J | G | N | P | Bp | Bc | Diff |  | Résultats (▼ dom., ► ext.) |   |   |   |   |
| ---- | ------ | --- | - | - | - | - | -- | -- | ---- |  | -------------------------- | - | - | - | - |
| 1    |        | 0   | 0 | 0 | 0 | 0 | 0  | 0  | 0    |  |                            |   | - | - | - |
| 2    |        | 0   | 0 | 0 | 0 | 0 | 0  | 0  | 0    |  |                            | - |   | - | - |
| 3    |        | 0   | 0 | 0 | 0 | 0 | 0  | 0  | 0    |  |                            | - | - |   | - |
| 4    |        | 0   | 0 | 0 | 0 | 0 | 0  | 0  | 0    |  |                            | - | - | - |   |

## Phase à élimination directe

### Tirage au sort
Les équipes qualifiées sont réparties selon leur classement en phase de poules (voir le tableau ci-dessous), les vainqueurs de groupe bénéficiant de l'avantage de jouer le match retour à domicile.
| Les 8 qualifiés | Les 8 qualifiés             | Les 8 qualifiés            | Les 8 qualifiés |
| Groupe          | Pot 1 - Vainqueur de groupe | Pot 2 - Deuxième de groupe |                 |
| --------------- | --------------------------- | -------------------------- | --------------- |
| A               |                             |                            |                 |
| B               |                             |                            |                 |
| C               |                             |                            |                 |
| D               |                             |                            |                 |

### Quarts de finale
| Équipe | Aller | Total | Retour | Équipe |
| ------ | ----- | ----- | ------ | ------ |
|        | -     | -     | -      |        |
|        | -     | -     | -      |        |
|        | -     | -     | -      |        |
|        | -     | -     | -      |        |

### Demi-finales
| Équipe | Aller | Total | Retour | Équipe |
| ------ | ----- | ----- | ------ | ------ |
|        | -     | -     | -      |        |
|        | -     | -     | -      |        |

### Finale
| Équipe | Aller | Total | Retour | Équipe |
| ------ | ----- | ----- | ------ | ------ |
|        | -     | -     | -      |        |

### Tableau final
|  | Quarts de finale | Quarts de finale | Quarts de finale | Quarts de finale |   |   | Demi-finales | Demi-finales | Demi-finales | Demi-finales |  |  | Finale | Finale | Finale | Finale |
|  |                  |                  |                  |                  |   |   |              |              |              |              |  |  |        |        |        |        |
|  |                  |                  |                  |                  |   |   |              |              |              |              |  |  |        |        |        |        |
|  |                  |                  |                  |                  |   |   |              |              |              |              |  |  |        |        |        |        |
|  |                  |                  | -                | -                |   |   |              |              |              |              |  |  |        |        |        |        |
|  |                  |                  | -                | -                |   |   |              |              |              |              |  |  |        |        |        |        |
|  |                  |                  | -                | -                |   |   |              |              |              |              |  |  |        |        |        |        |
|  |                  |                  | -                | -                | - | - |              |              |              |              |  |  |        |        |        |        |
|  |                  |                  |                  |                  | - | - |              |              |              |              |  |  |        |        |        |        |
|  |                  |                  |                  |                  | - | - |              |              |              |              |  |  |        |        |        |        |
|  |                  |                  | -                | -                | - | - |              |              |              |              |  |  |        |        |        |        |
|  |                  |                  |                  |                  |   |   |              |              |              |              |  |  |        |        |        |        |
|  |                  |                  | -                | -                |   |   |              |              |              |              |  |  |        |        |        |        |
|  |                  |                  | -                | -                | - | - |              |              |              |              |  |  |        |        |        |        |
|  |                  |                  |                  |                  | - | - |              |              |              |              |  |  |        |        |        |        |
|  |                  |                  |                  |                  | - | - |              |              |              |              |  |  |        |        |        |        |
|  |                  |                  | -                | -                | - | - |              |              |              |              |  |  |        |        |        |        |
|  |                  |                  | -                | -                |   |   |              |              |              |              |  |  |        |        |        |        |
|  |                  |                  | -                | -                |   |   |              |              |              |              |  |  |        |        |        |        |
|  |                  |                  | -                | -                | - | - |              |              |              |              |  |  |        |        |        |        |
|  |                  |                  |                  |                  | - | - |              |              |              |              |  |  |        |        |        |        |
|  |                  |                  |                  |                  | - | - |              |              |              |              |  |  |        |        |        |        |
|  |                  |                  | -                | -                | - | - |              |              |              |              |  |  |        |        |        |        |
|  |                  |                  |                  |                  |   |   |              |              |              |              |  |  |        |        |        |        |
|  |                  |                  | -                | -                |   |   |              |              |              |              |  |  |        |        |        |        |
|  |                  |                  |                  |                  |   |   |              |              |              |              |  |  |        |        |        |        |
|  |                  |                  |                  |                  |   |   |              |              |              |              |  |  |        |        |        |        |